# Mermaid Lagoon

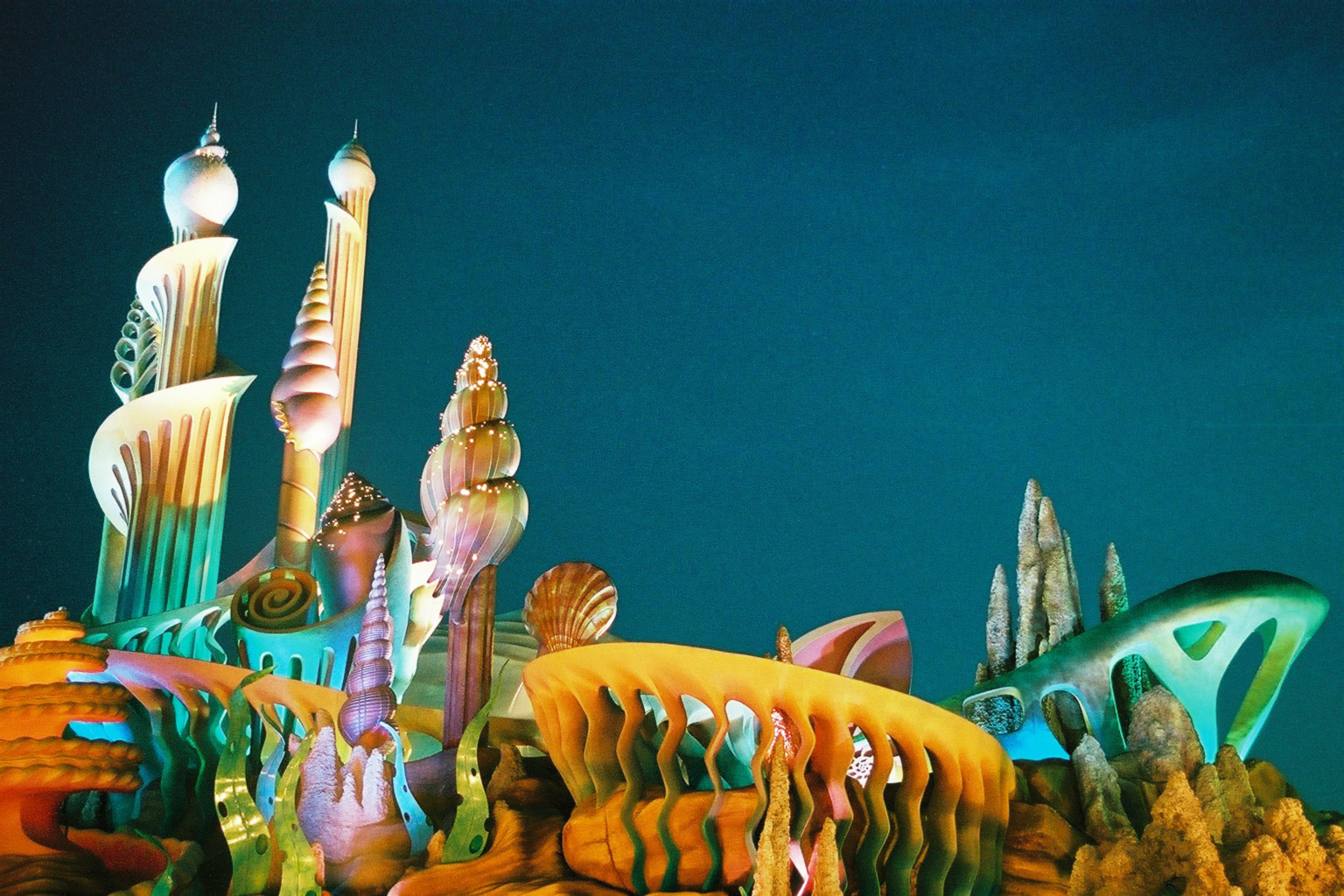
De façade van het indoorgedeelte: het paleis van koning Triton

Het Mermaid Lagoon is een port-of-call (Nederlands: aanleghaven) van het attractiepark Tokyo DisneySea in het Tokyo Disney Resort in Urayasu en werd geopend op 4 september 2001, tezamen met de rest van het park. Het parkdeel heeft een zekere samenhang met de film De kleine zeemeermin.

## Beschrijving
Het Mermaid Lagoon bestaat uit een (voor Disney uniek) indoor- en een outdoorgedeelte.
Het indoorgedeelte is te betreden via het paleis van koning Triton, een figuur uit De kleine zeemeermin. De gevel bestaat uit een aantal schelpvormige torentjes en architectuur waarbij de vormen geïnspireerd zijn op schepsels uit de zee. 
In het indoorgedeelte is een scala aan attracties te vinden dat zich met name op kleine kinderen richt, zoals de theekopjesattractie The Whirlpool en de paratower Jumpin' Jellyfish. In de hal bevindt zich tevens een speelgedeelte met fonteinen en figuren uit De kleine zeemeermin. Tevens is er in het indoorgedeelte een theater te vinden, het Mermaid Lagoon Theater, waarin de show Under the Sea te bekijken is. Dit is een musical met acteurs, poppen en animatronics, gebaseerd op De kleine zeemeermin. De hal geeft door de thematisatie het gevoel dat je je onder water bevindt.
In het outdoorgedeelte is een achtbaan te vinden, de Flounder's Flying Fish Coaster, die gethematiseerd is naar Botje, een figuur uit De kleine zeemeermin. Ook is er de ontmoetingsplek Ariel's Greeting Grotto, de enige plek in het park waar Ariël in zeemeermin-vorm kan worden aangetroffen.
Het parkdeel bevat ook enkele eetgelegenheden en winkeltjes.

## Faciliteiten

### Attracties
Indoor
- Jumpin' Jellyfish
- Blowfish Balloon Race
- The Whirlpool
- Ariel's Playground

Outdoor
- Ariel's Greeting Grotto
- Flounder's Flying Fish Coaster
- Scuttle's Scooters

### Entertainment
- Mermaid Lagoon Theater met de musical Under the Sea

### Eetgelegenheden
- Sebastian's Calypso Kitchen
- Grotto Goodies

### Winkels
- The Sleepy Whale Shoppe
- Mermaid Treasures
- Kiss the Girl Fashions
- Mermaid Memories
- Grotto Photos & Gifts
- Sea Turtle Souvenirs